# Henri Guillaume
Pour les articles homonymes, voir Guillaume.
 (septembre 2018).
Henri Louis Gustave Guillaume, né à Amiens le 5 mars 1812 et mort à Ixelles le 7 novembre 1877, est un aristocrate, général, historien et ministre belge.

## Biographie
Son grand-père était capitaine du génie dans l'armée de la République française et son père, directeur des contributions en Belgique. Il a épousé Cécile Engler (1832-1911).
Il a été ministre de la Guerre de 1870 à 1873
À la fin de sa carrière, en 1873, il est anobli à titre héréditaire avec le titre de baron et prend comme devise Labore nobilis : « Noble de par son travail ».

### Carrière
- Secrétaire de Léonard Greindl : 1830
- Lieutenant : 1831
- Capitaine : 1837
- Professeur à l'École militaire : 1843
- Major : 1849
- Lieutenant-colonel : 1853
- Chef de cabinet au ministère de la Guerre : 1853
- Directeur du personnel du Ministère de la Guerre : 1862
- Général-major : 1863
- Aide de camp du roi : 1868
- Ministre de la Guerre : 1870-1873
- Lieutenant-général : 1871
- Gouverneur de l'Académie militaire : 1872
- Inspecteur des écoles d'infanterie : 1873

- Décorations :
  - Officier de l'Ordre de Léopold, puis commandeur de cet ordre
  - Chevalier des ordres de Léopold d'Autriche et de Dannebrog de Danemark,
  - Commandeur de l'ordre de Charles III d'Espagne, etc.

- Correspondant de l'Académie royale de Belgique et de la Société royale des Beaux-Arts  et de Littérature de Gand en 1862.

## Œuvres
- Essai sur l'organisation d'une armée de volontaires,(1850)
- Histoire des gardes wallones au service d'Espagne (1858)
- La vérité sur le canon rayé, (1861)
- Histoire du régiment de Latour (1862)
- Histoire de l'organisation militaire sous les ducs de Bourgogne
- Histoire des bandes d'ordonnance des Pays-Bas
- Histoire de l'infanterie wallonne dans la Maison d'Espagne
- Histoire des régiments nationaux des Pays-Bas au service d'Autriche (1877)

### Sources
- Général Charles Rouen, L’Armée belge. Exposé historique de son organisation, de ses costumes et uniformes, de son armement et de sa tactique depuis les temps primitifs jusqu’à nos jours, Bruxelles, Lyon-Claesen, 1896.
- A. Duchesne, Henri-Louis-Gustave baron Guillaume, in: Biographie nationale de Belgique, T. XXXVIII, Brussel, 1973, col. 289-299

- Ressource relative à plusieurs domaines :   - ODIS
- Notice dans un dictionnaire ou une encyclopédie généraliste :   - Biographie nationale de Belgique
- Notices d'autorité :   - VIAF
  - ISNI
  - BnF (données)
  - IdRef
  - GND
  - Pays-Bas